# Dendrogramme
Ne doit pas être confondu avec Dendrogramma.
 (janvier 2022).
Si vous disposez d'ouvrages ou d'articles de référence ou si vous connaissez des sites web de qualité traitant du thème abordé ici, merci de compléter l'article en donnant les références utiles à sa vérifiabilité et en les liant à la section « Notes et références ».
Un dendrogramme (du grec ancien dendron « arbre », graphein « graver » → -gramma « petite gravure ») est un diagramme fréquemment utilisé pour illustrer l'arrangement de groupes générés par un regroupement hiérarchique ou hiérarchisant.
Les dendrogrammes sont par exemple souvent utilisés en biologie pour illustrer des regroupements de gènes, ou des filiations (arbre phylogénétique), mais aussi dans de nombreux autres domaines utilisant des notions de regroupement hiérarchique ou de coalescence, de l'arbre généalogique aux logiciels de fouille d'images.
Les dendrogrammes sont utilisés dans le domaine de l'ergonomie web avec la méthode de tri par cartes pour optimiser l'architecture de l'information d'un site web.

## Exemple de regroupement
Les données devant être regroupées en fonction de leur distance :

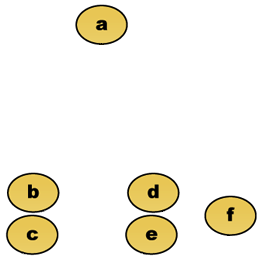
Données brutes.

Le dendrogramme du regroupement hiérarchique serait tel que :

Représentation traditionnelle.

La première ligne représente les données, les nœuds suivants représentent les regroupements auxquels les données appartiennent, les flèches représentent les distances.

## Définition
Formellement, un dendrogramme sur un ensemble {\displaystyle E} fini est une application {\displaystyle \theta } de {\displaystyle [0,1]}dans l’ensemble des partitions de {\displaystyle E} qui vérifie :
- {\displaystyle \theta (0)} est l'ensemble des singletons de {\displaystyle E}
- {\displaystyle \exists t_{0},\ \forall t>t_{0},\ \theta (t)=\{E\}}
- {\displaystyle \forall t<t',\ \theta (t)} raffine {\displaystyle \theta (t')} : pour chaque élément {\displaystyle A} de {\displaystyle \theta (t)} il existe un élément {\displaystyle A'} de {\displaystyle \theta (t')} tel que {\displaystyle A\subset A'}